# Dictionnaires de langue française

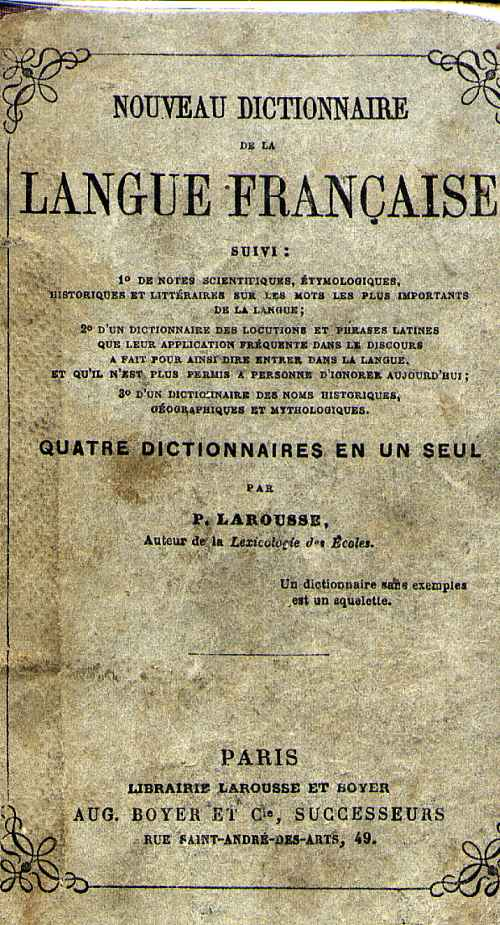
Dictionnaire de langue française (Larousse, 1856).

L'histoire du dictionnaire en France débute au XVIIe siècle.

## XVIIesiècle
La langue française se fixe sous l'influence de plusieurs théoriciens qui travaillent à son épuration et à sa modernisation : François de Malherbe, Vaugelas, Ménage et Dominique Bouhours,
- Jean Nicot rédige un très important Thresor de la langue françoyse tant ancienne que moderne qui sera publié en 1606, après la mort de l'auteur. Cet ouvrage offre des explications sur le sens des mots, l'orthographe, le genre, l'étymologie et recueille de nombreuses expressions[1]. Mais ce n'est pas encore un dictionnaire au sens contemporain du terme selon Georges Matoré, car Nicot fournit les équivalents latins, même si ce n'est que dans une proportion réduite. Par la suite, le mot Thrésor qui désignait les dictionnaires de français, voit son usage abandonné[2].
- En 1650, Ménage fait paraître Origines de la langue française, qui sera réédité sous le titre Dictionnaire étymologique de la langue françoise en 1694. Cet ouvrage sera augmenté par divers contributeurs et réédité en 1750[3].
- En 1680 paraît le Dictionnaire de César-Pierre Richelet. Cet ouvrage est publié à Genève, car l'Académie française avait obtenu le 28 juin 1674 un privilège de vingt ans sur ce genre d'ouvrage et elle refusa de le laisser paraître en France[4] ; les mille cinq cents exemplaires exportés en France et entreposés à Villejuif y furent saisis et en grande partie détruits[5]. Richelet introduit des exemples dans son dictionnaire, « mais très clairsemés, mais répandus sans règle, au hasard de la rencontre »[6]. Ce livre sera augmenté par la suite et connaîtra plusieurs éditions jusqu'en 1759[7].
- En 1690 est publié à Rotterdam, posthume, le Dictionnaire universel écrit par Antoine Furetière. Cet ouvrage, qualifié de meilleur ouvrage lexicographique du XVIIe siècle[8], marque une étape extrêmement importante dans l'histoire des dictionnaires en raison de sa richesse et de son ouverture aux termes techniques et scientifiques[9].
- En 1694 paraît la première édition du Dictionnaire de l'Académie française, commencé en 1638. Cet ouvrage s'est attiré de nombreuses critiques en raison de son exclusion (a) des mots archaïques et familiers, (b) des néologismes, (c) des termes de métiers, d'arts et de sciences, (d) des termes « qui blessent la pudeur ». En outre, les définitions sont souvent peu exactes et les diverses acceptions d'un mot ne sont pas toujours indiquées. Enfin, au lieu d'aligner les mots en ordre alphabétique, ce dictionnaire les regroupe par racines ou familles de mots, de sorte que l'on ne pourra trouver les mots « indû », « endetter », « redevance » et « débiteur » que sous l'entrée « devoir »[4].
- Thomas Corneille est mandaté par l'Académie pour produire un supplément à son dictionnaire. Le Dictionnaire des Arts et des Sciences|Dictionnaire des Arts et des Sciences, en deux volumes (Paris, 1694) veut faire concurrence au Furetière, qu'il critique copieusement dans sa préface. Cet ouvrage est réédité à Amsterdam en 1696 sous le titre Le Grand Dictionnaire des Arts et des Sciences en quatre volumes. En 1732, le neveu de l'auteur, Bernard Le Bouyer de Fontenelle en publiera une nouvelle version augmentée : Le Dictionnaire universel des arts et des sciences[10]. Cet important ouvrage servira à Diderot pour son Encyclopédie ou Dictionnaire raisonné des sciences, des arts et des métiers.

## XVIIIesiècle
Au siècle des Lumières, la réflexion sur le langage se complexifie. Si les tendances puristes amorcées au siècle précédent s'exacerbent, notamment chez Voltaire, un courant important tend à régler la langue non plus sur l'usage de la Cour, mais sur celui des écrivains classiques. Les néologismes sont assez facilement acceptés. Les dictionnaires gagnent en prestige dès le milieu du siècle et leur nombre s'accroît considérablement. Le classement alphabétique est devenu tellement populaire que Voltaire y a recours pour son Dictionnaire philosophique. Le prestige des dictionnaires s'accroît.
- Henri Basnage de Beauval reprend le Dictionnaire universel de Furetière dont il donne une édition considérablement augmentée en 1701[12]. Son ouvrage est considéré comme l’« édition protestante du Furetière » car il en a retranché « tous les termes injurieux dont Mr l'Abbé Furetiere s’étoit servi » pour qualifier la religion protestante et a évité son « zêle fulminant & insultant ». L’influence de Basnage sur le dictionnaire sera durable car il a réorienté l’approche épistémologique du Furetière en adoptant une démarche descriptive plutôt que normative. Il est aussi le premier auteur de dictionnaire encyclopédique à faire appel à un spécialiste pour rédiger des articles sur un sujet spécialisé, en l'occurrence la physique[13]. Ce Dictionnaire universel connaîtra diverses rééditions avant d’être lui-même repris et augmenté par Jean-Baptiste Brutel de la Rivière en 1727 (La Haye).
- Le Dictionnaire de Trévoux, qui dans sa première édition de 1704 en trois volumes était largement démarqué du Dictionnaire Universel de Furetière, s'enrichira considérablement au cours des éditions subséquentes, jusqu'à atteindre 8 volumes en 1771. Il se distingue par un vocabulaire technique et scientifique abondant et par de nombreux termes populaires et archaïques[14].
- Jean-François Féraud (1725-1807) publie le Dictionaire critique de la langue française (1787-1788) en trois volumes. Cet ouvrage accueille de nombreux termes nouveaux, issus des métiers, de la langue populaire ou des néologismes d'écrivains[15]. Il innove en indiquant jusqu'à deux numérotations pour signifier le passage d'une acception d'un mot à la suivante. Il indique également la prononciation entre crochets et des synonymes aux mots.
- L’Encyclopédie ou Dictionnaire raisonné des sciences, des arts et des métiers (1751-1772) s'intéresse davantage aux objets, aux techniques et aux idées plutôt qu'à la langue et au vocabulaire en tant que tel. Diderot reconnaîtra cette lacune, même si son article sur le dictionnaire identifie les rubriques que devrait contenir un dictionnaire : signification des mots, usage, prononciation, orthographe, étymologie, registres d'emploi[16]. En même temps, Diderot revendique le droit pour chacun de s'exprimer dans un « idiome individuel ».
- Plusieurs dictionnaires se spécialisent dans les termes populaires : le Dictionnaire comique, satirique, critique, burlesque, libre et proverbial de Ph. Leroux ; le Dictionnaire des proverbes français, et des façons de parler comiques, burlesques et familières, de Panckoucke (1749) ; le Dictionnaire argot français de Grandval. D'autres recueillent pour s'en moquer les néologismes utilisés par les écrivains, tel le Dictionnaire néologique de Pantalon Phoebus (1725).

En Angleterre, Samuel Johnson publie A dictionary of the English Language (1755), premier grand dictionnaire de l'anglais. Avec ses 43 500 entrées appuyées par 118 000 citations balisant l'évolution des sens et des emplois, cet ouvrage remarquable sera sans rival durant plus d'un siècle et fera l'envie de Voltaire, qui souhaitait voir un jour paraître un dictionnaire du français construit sur ce modèle.

## XIXesiècle
Au cours de ce siècle que Pierre Larousse a qualifié de « siècle des dictionnaires », de nombreux dictionnaires au lexique étendu et faisant une large place aux mots scientifiques voient le jour.
- Le Dictionnaire universel de la langue françoise[19] de Boiste, dont la première édition avait paru en 1800, sera considérablement enrichi au cours des éditions subséquentes. Sous l'influence de Nodier, il prendra le nom de Pan-lexique en 1829 et sera encore augmenté en 1857. Cet ouvrage contient des renseignements sur la grammaire, l'orthographe, les synonymes, la rhétorique, la ponctuation, la versification, l'histoire, la géographie, la morale, etc. En revanche, les définitions sont médiocres, les étymologies souvent fausses et le système d'abréviation peu clair[14].
- Divers dictionnaires apparaissent sous la plume de Laveaux (1820 et 1828), de Nodier (1823), de Landais (1834), de François Noël en collaboration avec L.-J. Carpentier (1839) et de Bescherelle (1856), ce dernier étant considéré, par Matoré, comme « riche et médiocre »[20], ce qui est excessif si l'on tient compte du niveau de ses concurrents contemporains.
- Les ouvrages de Maurice Lachâtre (1814-1900) se caractérisent par un engagement politique nettement marqué en faveur de la démocratie[21]. Du Dictionnaire universel (1856) au Dictionnaire La Chatre (1907), il aura publié cinq dictionnaires dont deux condamnés par la justice de Napoléon III[22].
- Un des ouvrages majeurs de ce siècle est le Dictionnaire de la langue française (1863-1872) rédigé par Émile Littré. En raison de l'extraordinaire richesse de ses exemples, choisis pour illustrer et élargir la classification des sens, cet ouvrage est considéré comme « un des monuments les plus remarquables élevés en l'honneur d'une langue vivante[23] », il est encore disponible aujourd'hui, sous format imprimé et électronique.
- Le Dictionnaire historique de la langue française, est le premier dictionnaire historique consacré à la langue française[24]. Il a été rédigé par l'Académie française, mais est resté inachevé. Il est paru en quatre volumes publiés de 1865 à 1894 sans aller au delà de la lettre A.
- Le Grand Dictionnaire universel du XIXe siècle de Pierre Larousse, en 17 volumes (1866-1876), est surtout apprécié pour sa dimension encyclopédique. Toutefois, la partie lexicologique se signale par son ouverture à la production littéraire de son époque.
- Le Dictionnaire des dictionnaires : lettres, sciences, arts, encyclopédie universelle (sept volumes, 1884-1892), rédigé sous la direction de monseigneur Paul Guérin , protonotaire apostolique et camérier du pape, et sous la responsabilité de Frédéric Loliée. Il offre une description linguistique particulièrement soignée, car placée sous la responsabilité de Godefroy. Il présente une description du vocabulaire de qualité et accorde une place importante au moyen français. Il entrouvre la description de la langue à des termes régionaux[25] tout en étant conçu comme une entreprise éditoriale au service de la foi catholique.
- Le Dictionnaire général de la langue française du commencement du XVIIe siècle à nos jours[26], précédé d'un traité de la formation de la langue, a été rédigé par Adolphe Hatzfeld, Antoine Thomas et Arsène Darmesteter (deux volumes, 1895-1900). Si les exemples sont souvent empruntés à Littré, l'étymologie y est plus riche et plus précise. Mais c'est surtout par le classement des sens que cet ouvrage est le plus remarquable, même s'il a vieilli sous bien des aspects[27].
- Godefroy (1826-1896) a consacré trente ans de sa vie à son Dictionnaire de l’ancienne langue française et de tous ses dialectes du IXe au XVe siècle[28], dont les dix volumes sont parus entre 1880 et 1902. En dépit de quelques problèmes de méthodologie, cet ouvrage est remarquable par la richesse de la documentation réunie. Godefroy ne s'est pas limité aux ouvrages imprimés, mais « a lu quantité de textes inédits : manuscrits, pièces d'archives, lexiques spéciaux, etc. »[27]. Il a également dépouillé des chartes latines, à la recherche « des mots français qui pouvaient s'y trouver »[29]. Cet ouvrage marque un progrès important par rapport aux dictionnaires d'ancien français qui l'avaient précédé depuis le XVIIe siècle :
  - le Trésor de recherches et antiquitez gauloises et françoises de Pierre Borel (1655) ;
  - le très important Glossarium mediae et infimae latinitatis de Du Cange (1678) qui a connu de nombreuses rééditions et augmentations ;
  - le Dictionnaire historique de l’ancien langage françois de La Curne de Sainte-Palaye ;
  - le Dictionnaire de vieux langage françois de Lacombe (1765-1767) ;
  - le Glossaire de la langue romane de Roquefort (1808).

Dans les autres langues européennes aussi paraissent d'importants dictionnaires, tels le Deutsches Wörterbuch des Frères Grimm en allemand, le Dizionario della lingua italiana de Niccolò Tommaseo en italien, le monumental Oxford English Dictionary qui avec son demi-million d'entrées et ses nombreuses citations établit un nouveau standard en matière de dictionnaire, An American Dictionary of the English Language par Noah Webster en anglais américain, le Woordenboek der Nederlandsche Taal en néerlandais.

## XXesiècle
- La maison Larousse publie chaque année une édition révisée du Petit Larousse. Même si les définitions sont soignées, cet ouvrage en un volume sacrifie les données étymologiques et les exemples d'emploi au profit de la dimension encyclopédique et des illustrations.
- Paul Robert lance un vaste projet de dictionnaire qui paraît d'abord sous le titre de Dictionnaire alphabétique et analogique de la langue française (1950-1964), considéré comme « le premier grand dictionnaire de langue du XXe siècle ». Il deviendra le Grand Robert de la langue française en 1964. Celui-ci fera l'objet d'une version condensée en un volume de 50 000 entrées qui deviendra rapidement populaire et sera constamment réédité : Le Petit Robert - Dictionnaire de la langue française sous la direction de Paul Robert, Alain Rey, Josette Rey-Debove, et Henri Cottez (1967). Avec ses étymologies données pour tous les mots et ses nombreuses citations, cet ouvrage est vite comparé au Littré. La parution, à peu d'années d'intervalle, de ces deux dictionnaires a pour effet de « changer en profondeur l’histoire des dictionnaires de langue »[30]. Une nouvelle édition du Grand Robert de la langue française paraît en 1985, comptant 75 000 entrées et 250 000 citations (la dernière édition papier connue de 2001 comptait environ 80 000 entrées et 350 000 citations).
- La maison Larousse, qui s'était spécialisée dans les dictionnaires encyclopédiques, réagit en publiant à son tour un grand dictionnaire de langue : Le Grand Larousse de la langue française en sept volumes (1971-1978) sous la direction de Louis Guilbert, René Lagane et Georges Niobey. Cet ouvrage innove en donnant systématiquement pour chaque entrée l'étymologie du mot, la datation des sens et une section de synonymes et antonymes. Si la nomenclature est relativement limitée avec ses 74 000 entrées, les articles sont très fouillés et répertorient plus de 300 000 sens[31]. Quelque 170 articles de nature encyclopédique sur la grammaire et la linguistique du français contribuent à en faire un grand dictionnaire de langue (dernière réédition / actualisation[32] : 1989). Une version compacte en un volume paraîtra sous le titre Larousse de la langue française. Lexis (1975) sous la direction de Jean Dubois ; comptant 76 000 entrées, cet ouvrage est présenté dans la préface comme « le plus riche de tous les dictionnaires de la langue française en un seul volume » (dernière édition connue : 2014).
- L'ATILF met à profit les techniques informatiques pour réaliser le Trésor de la langue française informatisé (TLFI), qui est imprimé en 16 volumes (1971-1994) et rendu disponible sur CD-ROM. Ce dictionnaire couvre les XIXe et XXe siècles. Il offre pour chaque mot de nombreux exemples d'emploi, ainsi que les rubriques classiques : prononciation, étymologie, synonymie, antonymie, proxémie et concordances. Il compte 54 280 articles.
- Le XXe siècle se caractérise par le développement des dictionnaires scolaires, dont le succès conduit plusieurs éditeurs à se positionner sur ce marché qui tend à se segmenter (souvent quatre dictionnaires pour l'école maternelle et le primaire). L'enseignement du vocabulaire bénéficie des innovations de Josette Rey-Debove, qui signe le Robert méthodique (1982) et sa nouvelle version le Robert brio (2004), tous deux chez Robert.

Les dictionnaires spécialisés se multiplient :
- Dictionnaire des parlers alsaciens par Ernst Martin, publié de 1899 à 1907, avec les variantes cantonales de prononciation.
- Französisches Etymologisches Wörterbuch (FEW) par Walther von Wartburg et al. en 29 volumes (1922-2002). Ouvrage monumental. Principal dictionnaire étymologique de référence pour les langues gallo-romanes. Les formes sont groupées par familles.
- Dictionnaire étymologique de la langue française par Oscar Bloch et Walther von Wartburg (1932-1968).
- Nouveau dictionnaire étymologique et historique par Albert Dauzat, Jean Dubois et Henri Mitterand (1964), refonte du Dictionnaire étymologique de Dauzat (1938).
- Altfranzösisches Wörterbuch de A. Tobler et E. Lommatsch, dont le premier volume est paru en 1925 et le huitième en 1971 (couvrant les lettres Q-R). À la différence du dictionnaire de Godefroy, celui-ci se limite au vocabulaire attesté dans les œuvres imprimées du XIe siècle au XIVe siècle[29].
- Dictionnaire de l'ancien français jusqu'au milieu du XIVe siècle de Greimas (1969). Cet ouvrage a été critiqué notamment pour son système de renvois, l'insuffisance de ses sources documentaires et étymologiques[33].
- Dictionnaire étymologique de l'ancien français (DEA), par Kurt Baldinger, Jean-Denis Gendron et Georges Straka (1971-2009).
- Dictionnaire de la langue française du seizième siècle (de), par Edmond Huguet en sept volumes (1925-1967), que Georges Matoré a critiqué, qualifiant son corpus d'étroit et lui reprochant de n'avoir documenté que les mots et sens différents du français moderne, signes selon lui d'une conception « périmée » de la lexicographie[34].
- Etymologisches Wörterbuch der französischen Sprache par Ernst Gamillscheg (1926-1929 ; 1997).
- Dictionnaire des difficultés de la langue française d'Adolphe Thomas.
- Dictionnaire des difficultés grammaticales et lexicologiques (1949) et Nouveau dictionnaire des difficultés du français moderne de Joseph Hanse (1983).
- Nouveau dictionnaire analogique de la langue française, par Georges Niobey et al. (1979).
- Dictionnaire Historique de la langue française, par Alain Rey (1992).

À la suite de la réforme de l'orthographe, celle-ci est prise en compte dans le Dictionnaire de l'Académie française, 9e édition (en cours, depuis 1992).

## XXIesiècle
Avec le développement du web, les dictionnaires se mettent en ligne et les innovations sur papier se font plus rares. Les ressources informatiques sont d'une utilité évidente, notamment car elles sont mises à jour bien plus régulièrement et sont moins encombrantes. Elles tendent donc à affaiblir le marché du dictionnaire papier année après année.
On peut noter les ressources suivantes :
- Le Centre national de ressources textuelles et lexicales offre en ligne le Trésor de la langue française informatisé (TLFi)[36]. Le même site donne aussi accès au Dictionnaire du moyen français (1330 - 1500), au Du Cange, au Dictionnaire électronique de Chrétien de Troyes, au Dictionarium latinogallicum de Robert Estienne (1552), au Thresor de la langue françoyse (1606) de Jean Nicot, à la Base de données lexicographiques panfrancophone et à quatre éditions du dictionnaire de l'Académie française.
- Le Wiktionnaire francophone, lancé en 2004 (2002 pour l’anglophone), reproduit dans le champ lexicographique un modèle collaboratif analogue à celui de Wikipédia. Il est actuellement la plus grande base de données lexicale accessible au public avec plus de 420 000 lemmes de français pour 1 500 000 de flexions, et encore plus d'entrées consacrées à 5 000 autres langues, pour un total de plus de 5 millions de pages.
- Le Québec a mis en ligne Le Grand Dictionnaire terminologique, fort utile pour les vocabulaires spécialisés et les termes d'apparition récente, mais dont l'information demeure peu détaillée.
- Le dictionnaire encyclopédique multilingue BabelNet, créé grâce à l'intégration automatique de dictionnaires, comme WordNet et Wiktionnaire, et encyclopédies, comme Wikipedia.

Par ailleurs, certaines années ont conduit à la mise à jour des dictionnaires papier pour considérer la nouvelle orthographe :
- Dictionnaire CEC Jeunesse (depuis 2011) ;
- Dictionnaire encyclopédique AUZOU (intégration totale depuis 2019) ;
- Dictionnaire de didactique du français : langue étrangère et seconde (CLE international, 2003) ;
- Dictionnaire des difficultés du français (De Boeck, 2012) ;
- Dictionnaire d’orthographe et de difficultés du français (Le Robert, depuis 2010) ;
- Dictionnaire du français usuel (De Boeck, depuis 2002) ;
- Dictionnaire Hachette (depuis 2002) ;
- Dictionnaire Hachette Collège (depuis 2008) ;
- Dictionnaire Hachette encyclopédique de poche (depuis 2007) ;
- Dictionnaire Hachette junior (depuis 2010) ;
- Dictionnaire Hachette junior de poche (depuis 2010) ;
- Dictionnaire Hachette scolaire (depuis 2002) ;
- Dictionnaire Larousse junior (depuis 2008) ;
- Le grand dictionnaire des difficultés & pièges du français (Larousse, depuis 2004) ;
- Le Larousse des noms communs (depuis 2008) ;
- Le nouveau Littré (Garnier, depuis 2006) ;
- Le nouveau petit Littré (Garnier, depuis 2009) ;
- Le petit Larousse illustré (intégration à 100 % en 2012) ;
- Le petit Robert de la langue française (intégration à 66 % en 2009) ;
- Multidictionnaire de la langue française (Québec Amérique, intégration à 40 % en 2009 et tableaux des formes rectifiées) ;
- Usito (Delisme, depuis 2009).